# Родзянко Василь Степанович
Васи́ль Степа́нович Родзя́нко  (нар. 1727 — пом. після 1779) — військовий канцелярист (? — 1756), бунчуковий товариш Миргородського полку (з 1756), пізніш колезький асесор й хорольський повітовий предводитель дворянства.
Навчався в Києво-Могилянській академії (1741). Був одружений з Ганною Григорівною Борозною. Мав у с. Родзянки 882 душі, с. Василівка — 590, с. Заїчинці — 435, м. Хорол — 238, с. Вишняки — 40, а всього — 2840 душ та за його дружиною було приданого 188 душ.